# Pfarrkirche Schönberg am Kamp

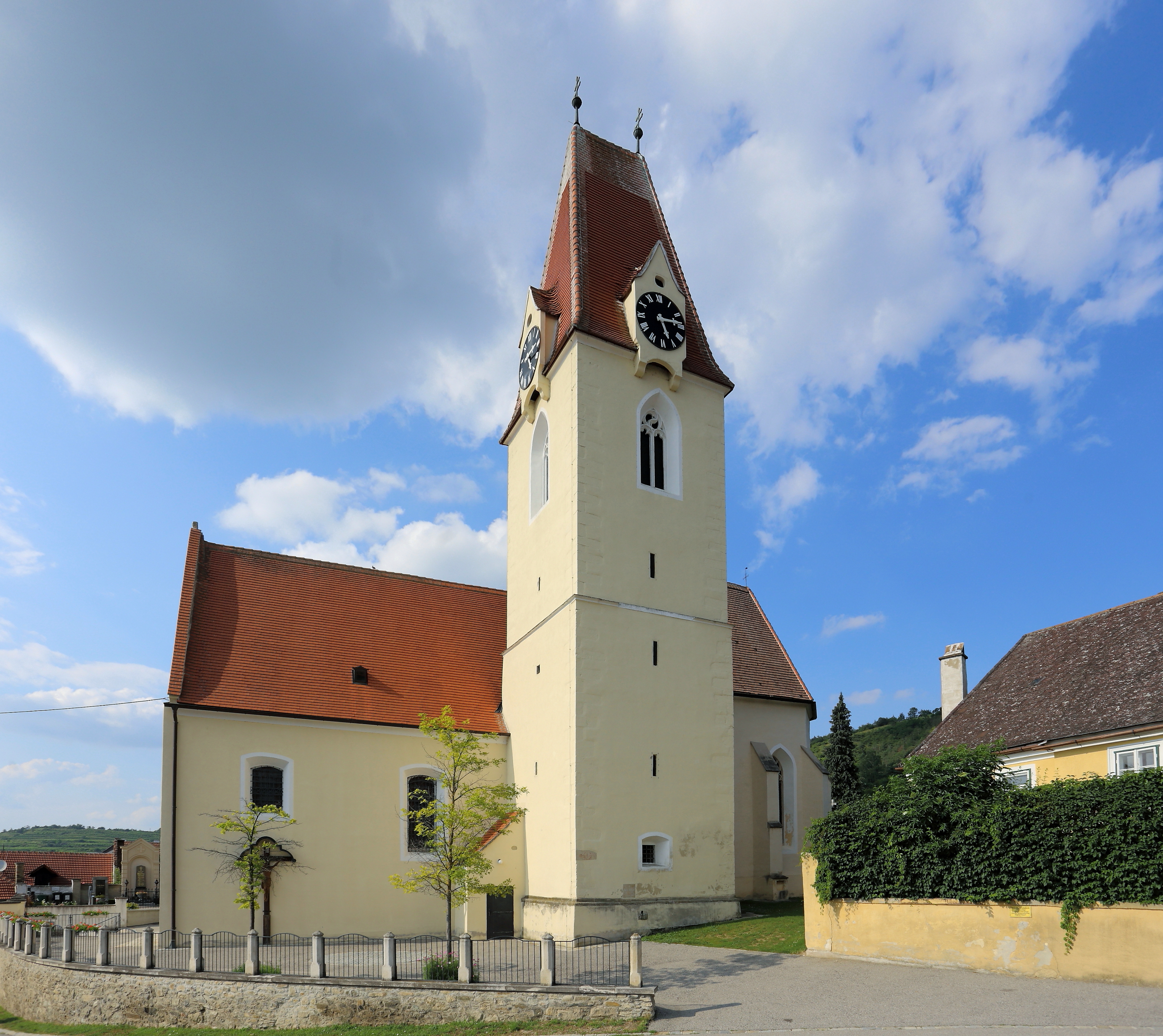
Katholische Pfarrkirche hl. Agnes in Schönberg am Kamp

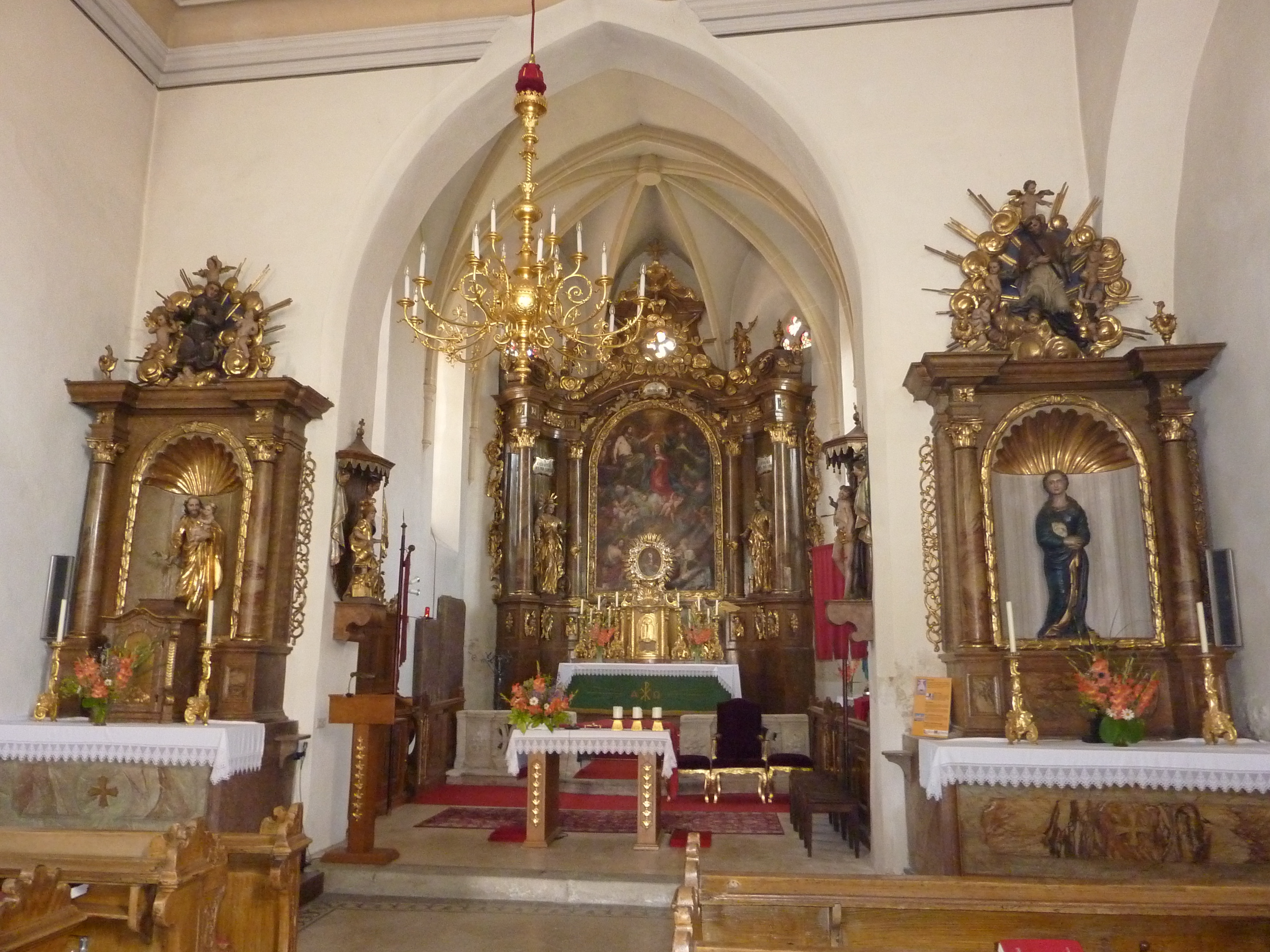
Innenraum des einschiffigen Langhauses zum Chor

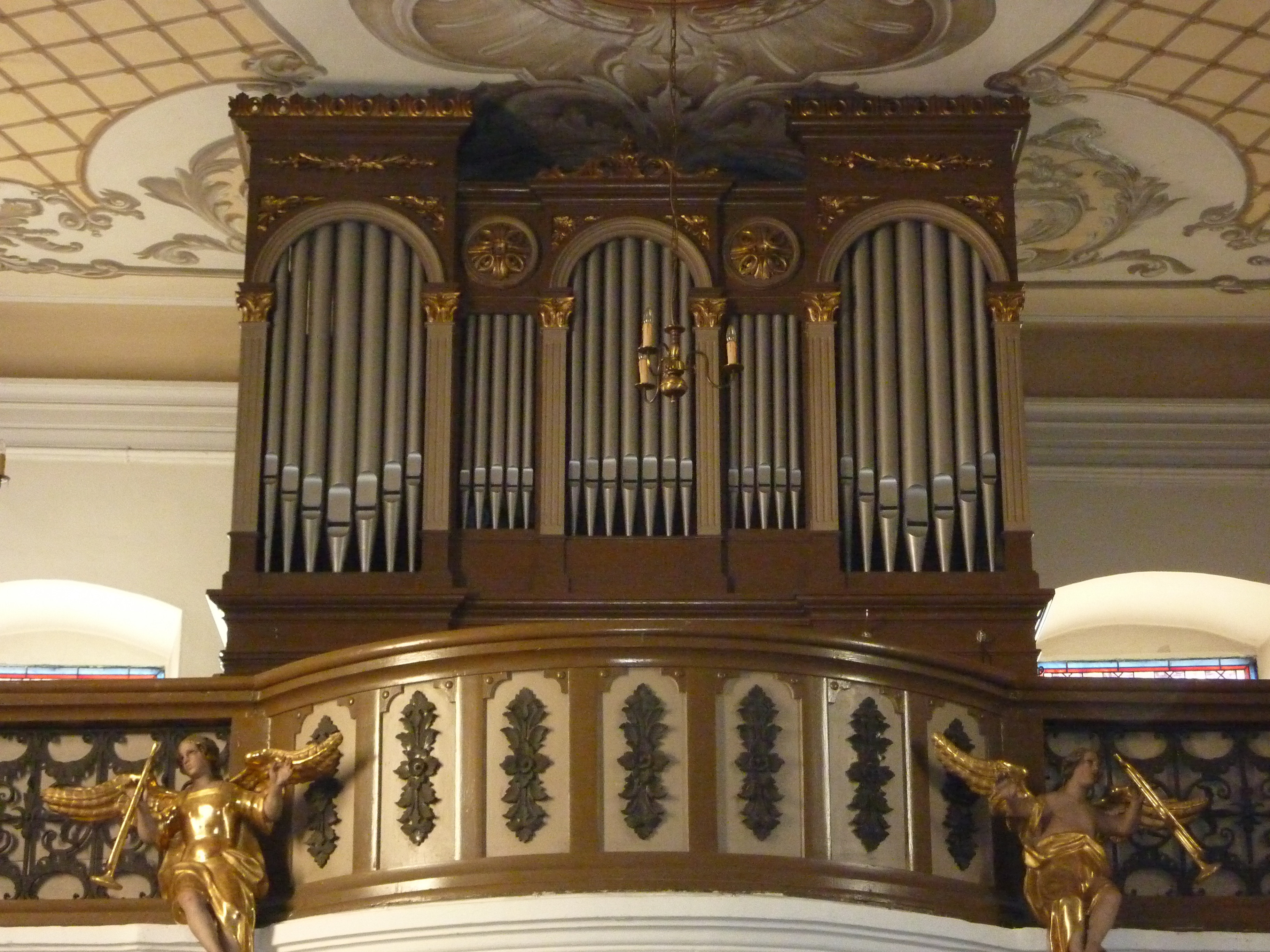
Orgel auf der Orgelempore

Die Pfarrkirche Schönberg am Kamp steht östlich über dem Markt in der Marktgemeinde Schönberg am Kamp im Bezirk Krems-Land in Niederösterreich. Die der heiligen Agnes geweihte römisch-katholische Pfarrkirche hl. Agnes gehört zum Dekanat Horn in der Diözese St. Pölten. Die Kirche und der Friedhof stehen unter Denkmalschutz (Listeneintrag).

## Geschichte
Urkundlich wurde 1283 eine Pfarre genannt, 1384 ging die Pfarre an das Bistum Passau. 1419 wurde die Kirche als Unser Frauen Kirche genannt. Nach 1600 wurde die Pfarre der Pfarre Stiefern zugeordnet. 1687 erhielt die Kirche das Patrozinium hl. Agnes. 1741 wurde die Kirche wiederum zur Pfarrkirche erhoben. 1900/1901 war eine Renovierung.
Die gotische Kirche – im Kern romanisch – hat ein teils barockisiertes Langhaus, der Turm ist mittelalterlich, der Kapellenanbau spätgotisch.

## Architektur
Die Wehrkirche steht östlich über dem Markt von einer hohen Wehrmauer und teils mit einem Graben umgeben. Der Friedhof schließt nördlich der Kirche an und wurde 1914 im Osten außerhalb der Wehrmauer erweitert.
Die Kirche zeigt sich mit einem Langhaus unter einem hohen Satteldach, nördlich ist beginnend mit der Westfront ein Treppenanbau, dann ein Nordportal, dann nördlich ein spätgotischer Kapellenanbau. Der Chor mit einem Fünfachtelschluss ist etwas höher. Südlich am Langhaus steht der mächtige Turm.

## Ausstattung
Der Hochaltar aus 1719/1720 mit einzelnen Teilen aus dem 17. Jahrhundert ist ein Triumphbogenaltar mit je zwei freistehenden seitlich vorgezogenen Kompositsäulen auf einem hohen durchgehenden Sockel.
In einem historistischen Orgelgehäuse befindet sich ein Werk von Franz Capek (1902).